# Sierra de la Macarena
La sierra o serranía de la Macarena es una cadena montañosa colombiana, ubicada en el departamento del Meta, en el piedemonte andino en la selva amazónica, es el punto de encuentro de los ecosistemas andinos, amazónicos, orinocenses y guyaneses. Habitada por campesinos herederos de un proceso reciente de colonización, motivado por la expulsión violenta de campesinos desde mediados del siglo XX, La Macarena es reconocida tanto por su importancia físicobiótica como por los múltiples conflictos que la cruzan.
La sierra de La Macarena comprende un sistema montañoso perteneciente al Escudo guayanés, ubicado al este de la Cordillera de los Andes y separada, en su extremo norte, unos 40 km de la Cordillera Oriental. Este relieve forma una banda de orientación Norte-Sur con una longitud aproximada de 120 km y un ancho de 30 km. Su altura máxima es de alrededor 1600  m s. n. m.
La serranía de la Macarena fue la primera reserva natural nacional establecida por ley de la República en 1948 y fue constituido como parque natural en 1971. Tras intensas movilizaciones campesinas a finales de la década de 1980 se pactó un realineamiento de la reserva y fue adoptada una nueva división administrativa y ambiental que incluye el Área de Manejo Especial de La Macarena, AMEM y los Parques Nacionales Naturales Sierra de La Macarena y Tinigua. Las Sabanas del Yarí forman parte tanto del sistema geográfico de la sierra, así como de su configuración social

## Flora y fauna
La serranía de la Macarena constituye un punto de encuentro de la flora y la fauna de la Amazonía, la Orinoquía y los Andes. Debido a su altura cuenta con variados pisos bioclimáticos, con temperaturas que oscilan entre los 12° y los 25  °C. Estos hechos han propiciado la conservación de un hábitat único en una pequeña región de gran biodiversidad y que posee numerosas especies endémicas.
Su fauna cuenta con osos hormigueros, jaguares, pumas, venados, 8 especies de monos, 500 especies de aves, 1200 especies de insectos y 100 de reptiles. En el caso de la flora existen más de 50 especies de orquídeas, 2000 de otras flores, diferentes follajes y plantas. El Jardín Botánico de La Macarena, situado a 18 km al suroeste del casco urbano de La Macarena cuenta con un listado de más de 1100 especies nativas (Ir Francisco Castro), es decir más de 4 % de la biodiversidad vegetal colombiana. Eso subraya de nuevo la importancia de la biodiversidad de la región.

## Ecosistema
- Ecosistemas: selvas húmedas, bosques y matorrales tanto densos como claros. Humedales y en particular, madreviejas.
- Vegetación: vegetación herbácea de sabana amazónica.
- Clima: Húmedo tropical, La temperatura promedio es de 27  °C.
- Localización: Ubicado en el departamento del Meta en jurisdicción de los municipios de La Macarena, Mesetas, Vista Hermosa, San Juan de Arama y Puerto Rico.-

## Sitios de interés
La serranía de la Macarena se ha hecho internacionalmente conocida por el Caño Cristales, dado a conocer por la pareja de docentes Melco Fernanez y Sara Cortez (quienes vivieron a orillas del caño) y el periodista y explorador colombiano Andrés Hurtado García. La sierra cuenta además con petroglifos de antiguas culturas (petroglifos de Angosturas I y II, en el Río Guayabero). Hay también enormes cascadas, como la de Caño Canoas, el Salto de Yarumales, el Salto del Mico, Soplaculos, entre otras, difíciles de apreciar a pie por lo abrupto del terreno. Cerca del casco urbano de La Macarena se encuentran el Jardín Botánico de La Macarena y la reserva privada La Madrevieja de El Carmen, lugares que ofrecen la posibilidad de realizar turismo de naturaleza involucrando a sus visitantes en actividades de restauración y recuperación.

## Geología
La serranía de la Macarena constituye una de las formaciones geológicas más antiguas de Colombia, contando, en su parte más antigua, con rocas del Precámbrico que han sido datadas de manera precisa por el método de Uranio/Plomo en circones en 1461±10 Millones de años. Según algunos autores, esta serranía guarda relación con el Escudo guayanés constituyendo el más occidental de los tepuyes, formaciones rocosas muy antiguas (más de 1000 millones de años) presentes en Venezuela, Guyana, Surinam y Brasil.

## Colonización y conflicto
"Sierra de La Macarena. Reserva Biológica de la Humanidad: territorio de conflictos" fue el título con el cual la Universidad Nacional de Colombia nombró un extenso estudio publicado a principios de los años 90 en donde se recogen buena parte de los antecedentes históricos, sociales, físicos y biológicos que configuran esta región colombiana y que la han hecho célebre con el pasar de los años. Zona de reserva natural, patrimonio histórico de la humanidad, La sierra de La Macarena fue colonizada al mediar el siglo XX por millares de campesinos expulsados de las zonas andinas. Las FARC fue un movimiento insurgente que se hizo fuerte en la región. La combinación de guerrilla, Fuerzas Militares, cultivos de coca y los esfuerzos para su erradicación por parte del Gobierno Colombiano hacen de La Macarena fuente inagotable de titulares periodísticos.